# Auteursintentie
Auteursintentie is een manier om aan te geven wat de auteur van een tekst met zijn taaluiting heeft bedoeld.
In een als non-fictie bedoelde tekst is uiteraard van groot belang vast te stellen wat de schrijver beoogde door te geven aan zijn lezers. In de literatuur kan de auteursintentie echter worden ervaren als blokkade van het leesplezier: simpel gezegd, als een lezer plezier beleeft aan een roman of gedicht, moet de schrijver de pret niet bederven door op te merken dat hij er iets anders mee bedoelde.
Het zoeken naar auteursintenties, populair in de negentiende eeuw en de eerste helft van de twintigste eeuw, werd geproblematiseerd toen er nieuwe vormen van literaire kritiek ontstonden, zoals het structuralisme, dat zich meer concentreert op de wijze waarop een tekst in elkaar zit dan op de vraag wat de schrijver ermee bedoelde. Het opsporen van auteursintenties werd door de aanhangers van het New Criticism aangeduid met de scherpe formulering "intentional fallacy". De Franse filosoof Roland Barthes veroordeelde het in zijn programmatische essay "De dood van de auteur" (1968) en de Italiaanse auteur Umberto Eco heeft eens schertsend voorgesteld dat een schrijver eigenlijk na publicatie zelfmoord zou moeten plegen om de interpretatie niet in de weg te staan.
De universele consensus dat literatuurkritiek meer moet inhouden dan het zoeken naar auteursintenties, laat onverlet dat in menig literair interview nog altijd aan schrijvers wordt gevraagd wat ze met hun tekst hebben bedoeld.